# Julius Möller (Theologe)
Julius Gottfried Ludwig Möller (* 15. Juni 1840 in Lübbecke; † 24. März 1928 in Gütersloh) war ein evangelisch-lutherischer Theologe und Pfarrer.

## Leben
Julius Möller wurde als Sohn des Pfarrers Arnold Wilhelm Christian Möller geboren und besuchte die Gymnasien in Gütersloh und Burgsteinfurt. Anschließend studierte er Evangelische Theologie in Erlangen, Halle und Tübingen. Zu seinen Lehrern zählten Johann von Hofmann, Franz Hermann Reinhold Frank, August Tholuck und Johann Tobias Beck. Während des Studiums wurde er Mitglied des Hallenser und Erlanger Wingolf und stiftete mit weiteren Bundesbrüdern 1864 den Tübinger Wingolf. Nach bestandenem Examen nahm er 1870 zunächst eine Stelle als Lehrer am Luisenstift in Kötzschenbroda an. Nach kurzer Zeit des Schuldienstes kehrte er 1872 in seine ostwestfälische Heimat zurück und wurde Pfarrer in Bad Oeynhausen, 1877 dann in Alswede. Ab 1874 war er mit Luise Daniel aus Lemförde verheiratet. 1884 wurde Möller als Nachfolger von Theodor Braun zum Anstaltsgeistlichen des Evangelisch Stiftischen Gymnasiums in Gütersloh berufen, wo er bis 1909 als Prediger und Gymnasiallehrer wirkte. Auch nach seiner Pensionierung war er weiterhin Mitglied des Schulkuratoriums. Von 1900 bis 1924 war er Mitarbeiter und Schriftleiter des Evangelischen Monatsblattes für Westfalen. Seine Predigertätigkeit beschränkte sich nicht auf Gütersloh, sondern erstreckte sich über das ganze Ravensberger Land. So wurde er in Stadt und Land als „Vater Möller“ bekannt.
Theologisch stand Möller fest auf dem lutherischen Bekenntnis. Die preußische Union sah er als historisch gegebenes Faktum an und respektierte sie, solange die Rechte der lutherischen Gemeinden gewahrt blieben. Neben seinen hauptamtlichen Tätigkeiten leitete er den Ravensberger Missionshilfsverein und die Lutherische Konferenz in Minden-Ravensberg. Außerdem war er die Seele des Ravensberger Verbandes der Freunde des Kirchlichen Bekenntnisses. Politisch war er nationalkonservativ eingestellt und führte als Nachfolger von Theodor Schmalenbach die Christlich-Konservative Partei Minden-Ravensberg. Julius Möller kann als letzter bedeutender Vertreter der Ravensberger Erweckungsbewegung gelten.
Die theologische Fakultät der Universität Greifswald verlieh ihm 1910 die Ehrendoktorwürde.

## Schriften (Auswahl)
- mit O. Meyer, Th. Braun, Th. Schmalenbach (Hrsg.): Die Heilige Schrift Alten und Neuen Testaments nach Dr. M. Luthers Uebersetzung. Mit der Auslegung der vorzüglichsten Schriftforscher der älteren evangelischen Kirche, Gütersloh/Leipzig 1879/80.
- Das Leben des Aurelius Augustinus, Bischofs von Hippo, Gütersloh 1897.
- Was hast du an deiner Kirche?, Gütersloh 1899.
- Vom Worte des Lebens. 25 Predigten, gehalten an den Jahresfesten des Pflegehauses zu Obernfelde, Gütersloh 1910.
- „Ohn' mein Verdienst und Würdigkeit“. Lebenserinnerungen, transkribiert und mit Anmerkungen versehen von Eckhard Möller, Gütersloh 1999.